# Mina Witkojc

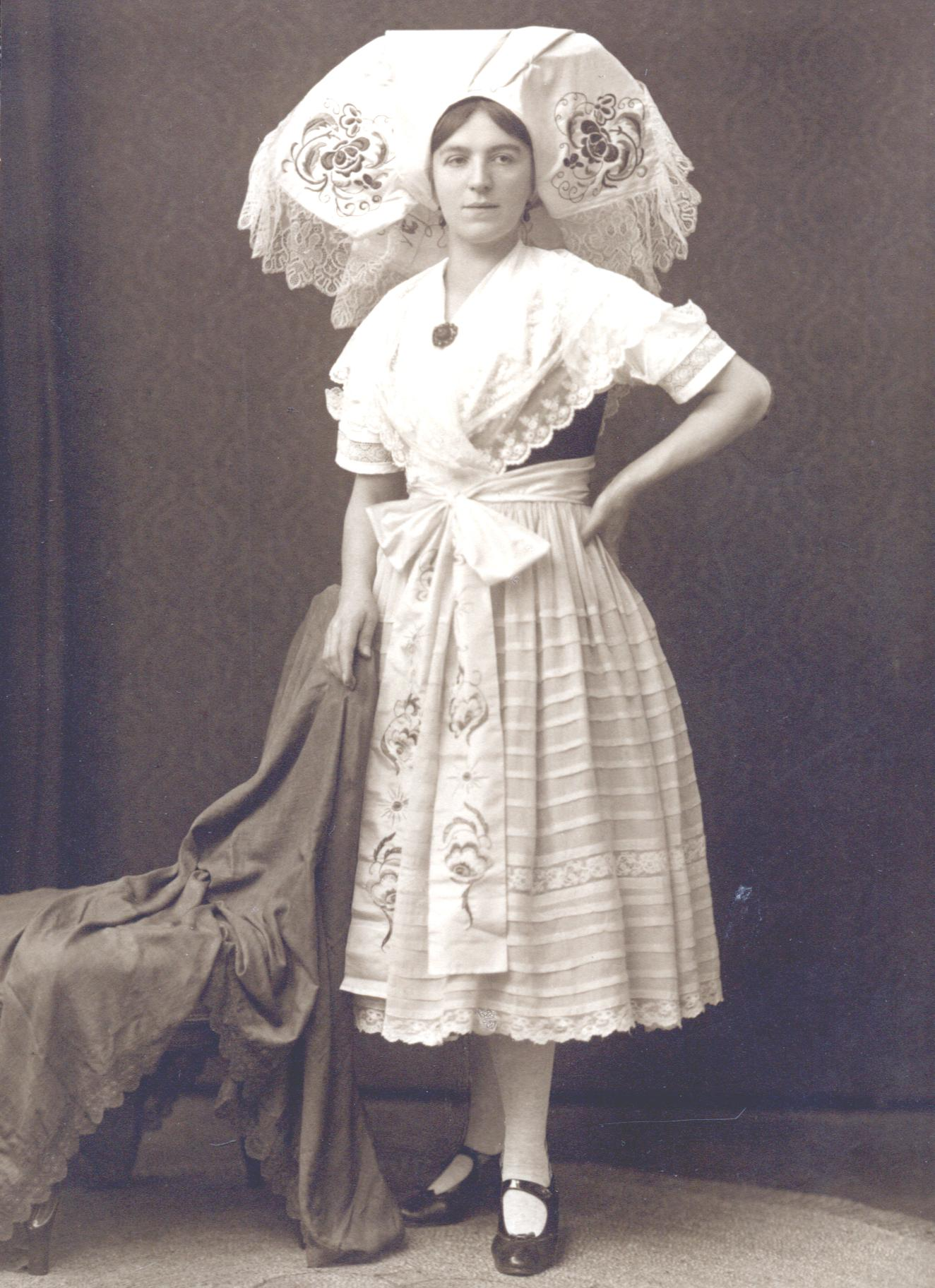
Mina Witkojc in niedersorbischer Festtracht (um 1930)

Mina Witkojc (deutsch Wilhelmine Wittka; * 28. Mai 1893 in Burg (Spreewald), Deutsches Kaiserreich; † 11. November 1975 in Papitz bei Cottbus, DDR) war eine bedeutende niedersorbische Dichterin und Publizistin. Sie engagierte sich für die sorbische Kultur und schrieb zahlreiche Gedichte. Aufgrund ihrer demokratischen Ansichten wurde sie von den Nationalsozialisten verfolgt und ins Exil gezwungen. Nach dem Zweiten Weltkrieg kehrte sie nach Burg zurück und setzte ihr kulturelles Engagement fort.

## Leben

### Jugend und Aufenthalt in Berlin

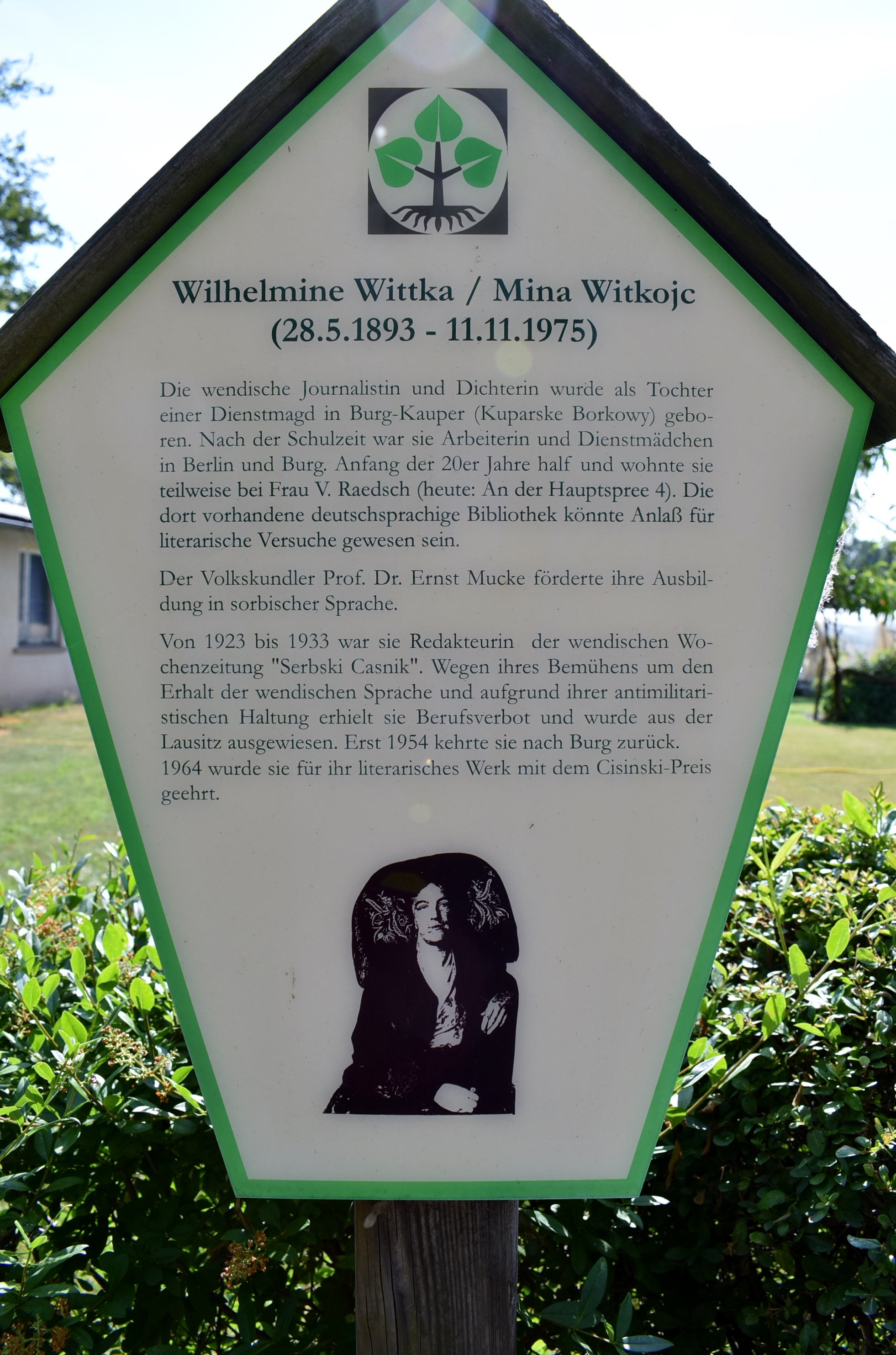
Gedenktafel für Mina Witkojc in Burg-Kolonie im Spreewald

Mina Witkojc wurde 1893 als Tochter der wendischen Dienstmagd Marjana Witkojc (Marianne Wittka) und des Gastwirts Fritz Pohlenz in Burg im Spreewald geboren. Die Mutter verließ ihre zwei Töchter nach zwei Jahren, da der Vater eine andere Frau heiratete, und ging nach Berlin, um als Plätterin zu arbeiten. So wuchs das Mädchen mit seiner Schwester bei der Großmutter und auf dem Gasthof der Familie väterlicherseits auf. Sie besuchte die Volksschule in Burg.
1907 ging Mina Witkojc nach Berlin, wo sie sich als Kindermädchen, Blumenbinderin und mit anderen Tätigkeiten durchschlug. In diesem Jahr schrieb sie erste Gedichte in deutscher Sprache. Seit 1914 war sie auch in der Rüstungsproduktion tätig.
1917 kehrte Mina Witkojc nach Burg zurück und arbeitete dort als Tagelöhnerin in der Landwirtschaft.

### Rückbesinnung auf die sorbische Kultur
Im August 1921 traf sie zufällig auf eine Gruppe tschechischer und obersorbischer Intellektueller mit Arnošt Muka, die im Spreewald unterwegs waren. Diese Begegnung führte dazu, dass sie sich wieder ihrer wendischen/niedersorbischen Herkunft bewusst wurde. Bis zu diesem Zeitpunkt schrieb und sprach sie vor allem in deutscher Sprache.
Sie ging nach Bautzen, wo sie seit 1923 an der niedersorbischen Zeitung Serbski Casnik mitarbeitete. Deren Auflage stieg in ihrer Zeit von 200 auf 1200 Exemplare. In diesen Jahren hatte sie vielfältige Kontakte zu obersorbischen Intellektuellen, wie Arnošt Muka und Jan Cyž, von denen sie viele Anregungen erhielt.
Mina Witkojc übersetzte Texte von Autoren anderer slawischer Sprachen in die niedersorbische Sprache, so zum Beispiel die Schriftsteller Božena Němcová und Petr Bezruč aus dem Tschechischen, Alexander Puschkin aus dem Russischen sowie Handrij Zejler und Jakub Bart-Ćišinski aus dem Obersorbischen.
1926 nahm Mina Witkojc am Europäischen Nationalitätenkongress in Genf als Delegierte teil. 1930 fuhr sie zum allslawischen Sokol-Treffen nach Jugoslawien.
1931 wurde Mina Witkojc aus der Leitung des Serbski Casnik wegen ihrer demokratischen Einstellungen herausgedrängt, 1933 erhielt sie durch die neue nationalsozialistische Regierung Schreibverbot.
1936 zog sie in die alte Heimat nach Burg. Dort verdiente sie sich wieder ihren Lebensunterhalt als Tagelöhnerin in der Landwirtschaft. 1937 wurden sorbische Veröffentlichungen in Deutschland verboten. Da sie sich in ihren Texten und Gedichten weiterhin sehr selbstbewusst und unerschrocken zu ihrer Heimat bekannte und auch Kontakte zu Intellektuellen anderer slawischer Nationalitäten unterhielt, erhielt Mina Witkojc 1941 zuerst ein Aufenthaltsverbot für den Regierungsbezirk Dresden, 1942 dann auch für den Regierungsbezirk Frankfurt/Oder. Damit war sie gezwungen, die Lausitz zu verlassen.

### Exil
Sie siedelte nach Erfurt über, wo sie unter anderem als Angestellte in einem Gärtnereibetrieb tätig war. In dieser Zeit pflegte sie intensive Kontakte zu dem ebenfalls aus seiner Heimat vertriebenen niedersorbischen Pfarrer Bogumił Šwjela und dem Maler Fryco Latk. In ihrem umfangreichen Gedicht „Erfurtske spomnjeśa“ („Erfurter Erinnerungen“) beschreibt sie ihre Erlebnisse dieser Zeit.
1946 ging sie wieder nach Bautzen, wo sie beim Wiederaufbau des sorbischen Dachverbandes Domowina mitwirkte. In der Niederlausitz wurden in dieser Zeit noch jegliche sorbische Aktivitäten durch die SED-Bezirksleitung Cottbus unterdrückt. So wurde Witkojc beim Kleben sorbischsprachiger Plakate für die Gemeindewahlen wegen angeblicher pro-tschechoslowakischer Agitation kurzzeitig verhaftet.
So ging sie 1947 zunächst in die Gegend um Varnsdorf (in die sorbische Diaspora), dann nach Prag.

### Letzte Jahre in Burg

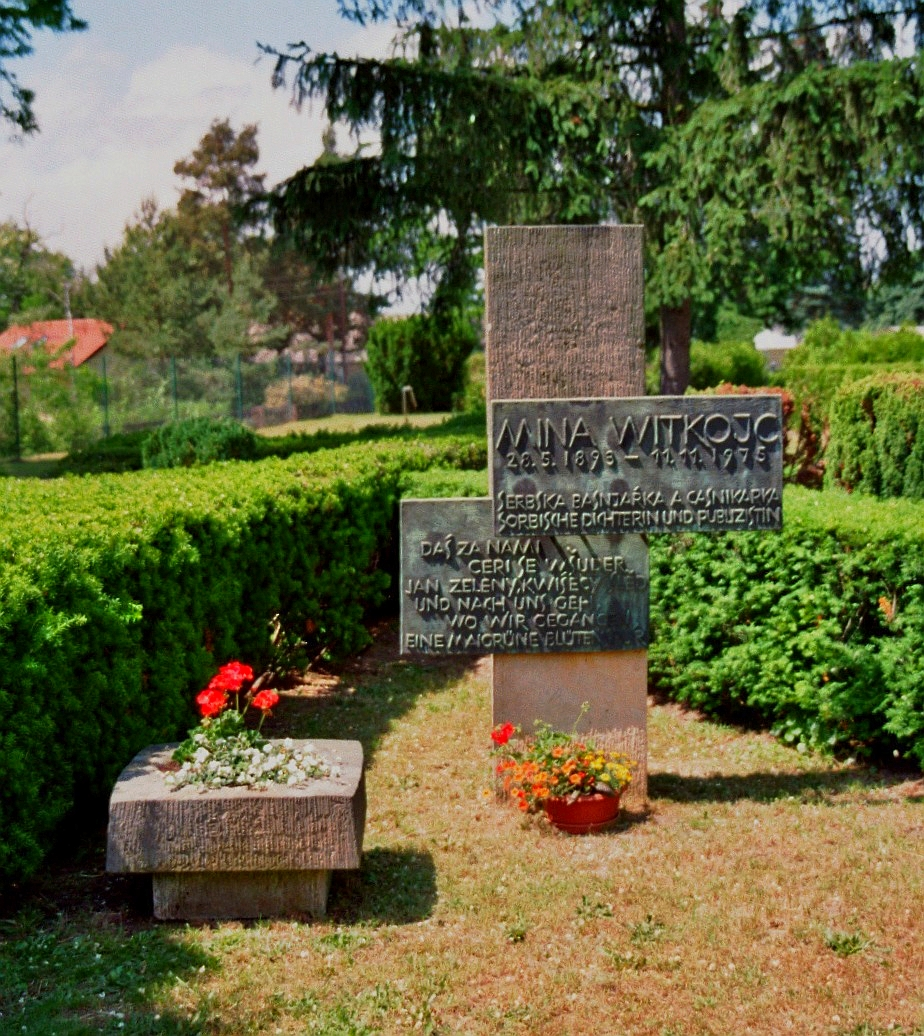
Grab von Mina Witkojc auf dem Friedhof in Burg (Spreewald) (→ Detailaufnahme des denkmalgeschützten Grabsteins)

1954 kehrte Mina Witkojc aus Prag zurück und ließ sich wieder in ihrem Heimatort Burg nieder. Sie trat als Mitautorin einer Anthologie und mit einzelnen Gedichten und Beiträgen in der niedersorbischen Zeitung Nowy Casnik in Erscheinung. 1955 erschien ein Gedichtband „K swětłu a słyńcu“ („Zum Licht, zur Sonne“), der teilweise aus umgearbeiteten Gedichten der 20er und 30er Jahre besteht, in denen sie auf den slawischen Einheitsgedanken verzichtet. Zum Beispiel lautete die Überschrift ihres ersten Gedichtes von 1921 „Erinnerung an das erste Treffen mit tschechischen und obersorbischen Brüdern“, in der Fassung von 1955 ist aber nur noch von „obersorbischen Brüdern“ die Rede.
Ihre letzten Monate verlebte sie im Altersheim von Papitz, wo sie 1975 starb.

## Bedeutung
Mina Witkojc zählt zu den bedeutendsten Dichtern in niedersorbischer Sprache. Sie nahm in der niedersorbischen Lyrik eine ähnliche Vorreiterrolle wie Jahrzehnte vor ihr Jakub Bart-Ćišinski für die obersorbische Sprache ein. Ihre Gedichte bringen eine enge Verbundenheit zu ihrem sorbischen Volk und ihrer Heimat, dem Spreewald, zum Ausdruck.
Als Publizistin und Redakteurin für die niedersorbische Zeitung „Serbski Casnik“ und für den sorbischen Buchkalender „Pratyja“ förderte Mina Witkojc das kulturelle Selbstbewusstsein der Wenden/Niedersorben in der preußischen Niederlausitz, wo die starke Germanisierungspolitik über Jahrhunderte zum fast völligen Verlust der eigenen Identität geführt hatte.
Charakteristisch für ihre Dichtung ist die häufige allegorische Verwendung von Naturbildern (Sonne, Mond, Meer) in Bezug auf den Zustand des sorbischen Volkes. Beispielsweise wird die Stellung der Sorben mit einer Insel im stürmischen Meer verglichen, wie auch bei Jakub Bart-Ćišinski.

## Ehrungen
- 1964 erhielt sie den Ćišinski-Preis.
- Seit 2010 gibt es eine FrauenOrte-Tafel für Mina Witkojc in Burg.[2][3]
- Seit dem Jahr 2016 sind in Burg die Grund- und Oberschule „Mina Witkojc“ und die „Mina-Witkojc-Bibliothek“ nach ihr benannt.[4]
- In Cottbus gibt es die Mina-Witkojc-Straße.
- Das Land Brandenburg würdigt mit dem Mina-Witkojc-Preis seit 2018 alle zwei Jahre sorbisches/wendisches sprachliches Engagement.[5]
- 2024 wurde Mina Witkojc von der Suchmaschine Google mit einem von der niedersorbischen Zeichnerin und Illustratorin Siggiko gestalteten Doodle geehrt.[6][7]

## Darstellung Mina Witkojc' in der bildenden Kunst
- Georg Heine: Porträt Mina Witkojc (Tafelbild, 1923)[8]

## Werke
- Nyks a zowco (Das Mädchen und der Wassermann), 1924
- Dolnoserbske basni (Niedersorbische Gedichte), Bautzen 1925
- Wěnašk błośańskich kwětkow (Ein Strauß Spreewaldblumen), Bautzen 1934
- K swětłu a słyńcu (Zum Licht, zur Sonne), Berlin 1955
- Prědne kłoski (Erste Ähren), Berlin 1958, Mitautorin
- Po drogach casnikarki (Als Redakteurin unterwegs) Prosasammlung, Bautzen 1964, ISBN 3-7420-0281-3. Hrsg. Kito Lorenc
- Vorwort zu Jadna z nich jo šołtowka: antologija noweje dolnoserbskeje literatury (Eine von Euch ist Bürgermeisterin: eine Anthologie der neueren niedersorbischen Literatur), Budyšyn 1971
- Wilhelmine Wittka: Mädchens Lied. Jugendgedichte der späteren niedersorbischen Dichterin Mina Witkojz in deutscher Sprache. Nach einer Handschrift aus ihrem Nachlass im Sorbischen Kulturarchiv Bautzen. Herausgegeben von Klaus-Peter Jannasch. 2. Auflage, 2015. ISBN 978-3-946190-02-8

## Film
- 1984: Und auf steht die Wahrheit (DEFA-Dokumentarfilm, Regie: Toni Bruk)[9]